# Орест Барчинський
Барчинський Орест (17 серпня 1923, м. Золочів, Золочівський район, Львівська область — 21 лютого 2000, Сідней, Австралія) — український письменник, гуморист. Псевдонім — Опанас Бритва.

## Біографія і творчість
Народився 1923 р. в повітовім місці Золочеві біля Львова в сім'ї судового радника. Навчався у Золочівській гімназії, пізніше закінчив Холмську українську гімназію (1941). До 1950 був студентом Мюнхенського університету медичного факультету, який, одначе, через ускладнені матеріальні причини й проблеми зі здоров'ям не встиг закінчити.
Перші свої літературні спроби, зробив ще в 1938-ому році в поетичному жанрі. Деякі його вірші появились тоді в місцевих видання.
У 1950 р. прибув до Австралії, продовжив творчу діяльність як гуморист, фейлетоніст, прозаїк, автор радіопрограм. В 1980-ому році проявляється його перша збірка гуморесок, фейлетонів та нарисів «І таке буває» (перевидано 2006 р.). Його фейлетони, гуморески та оповідання друкувались в альманасі «Новий обрій», оповідання з життя українців в Австралії друкувались в заокеанській пресі, особливо в «Українському Слові» (Вінніпег) та журналі «Сучасність» (Мюнхен). Автор збірки оповідань «Самотність» (1988).

## Твори
- Бритва О. І таке буває… Фейлетони, гуморески, нариси. — Мельборн: Просвіта, 1980. - 125 с.
- Барчинський О. Самотність. — Сідней: Русалка, 1988. — 121 c.
- Барчинський О. Самотність. Лист з України. Щастя Валюхів // Рідні голоси з далекого континенту: Твори сучасних українських письменників Австралії / Упоряд. та передм. А. Г. Михайленка. — Київ: Веселка, 1993. — С. 122—156.
- Опанас Бритва. І таке буває. Фелейтони, гуморестки, нариси // Дрогобич: Коло, 2006. — 166 с. ISBN 966-7996-32-6